# Zoo Tycoon DS
Zoo Tycoon DS is de DS-versie van het succesvolle Zoo Tycoon. Het spel werd op de markt gebracht in 2005. Het principe is hetzelfde als Zoo Tycoon, het doel is om een dierentuin te simuleren.

## Spelinfo
In deze versie van Zoo Tycoon moet de speler een eigen zoo bouwen en managen. Hij kan ook attracties bouwen, personeel aannemen en de prijzen van zijn park bepalen. Het spel bevat 50 dieren. Uiteraard moet er ook voor gezorgd worden dat de dieren niet ontsnappen. Om dit zo min mogelijk mee te maken zal er genoeg personeel aanwezig moeten zijn. Op de touchscreen kan de speler navigeren met de stylus. Daar kan hij dieren, gebouwen, enzovoort, selecteren en ze vervolgens plaatsen. Op het bovenste scherm wordt getoond wat er in de zoo gebeurt.

## Spelmodes
In Zoo Tycoon DS zijn er twee spelmodes:

### Tutorial & Scenario Game
Bij deze modus kan de speler eerst alles onder de knie krijgen, dit doet hij via de zogenaamde Tutorials. Als deze gedaan zijn, kan de speler aan de echte Scenarios beginnen. In het begin zullen nog niet alle Scenarios beschikbaar zijn maar naarmate het spel vordert zullen ook deze beschikbaar worden. In totaal zijn er 15 Scenarios, dit zonder de Tutorials. De bedoeling bij deze modus is dat bepaalde doelstellingen bereikt moeten worden. Dit kan variëren van het kweken van pandaberen tot het creëren van een aantal dierenverblijven en de dieren zelf gedurende een half jaar gelukkig houden. Tijdens het spel is het mogelijk kaarten te kopen, deze kosten $ 2000 per stuk. Als de doelstellingen van het scenario bereikt worden, zullen deze kaarten bij de collectie worden toegevoegd. De kaarten zijn niet echt nodig om het spel te spelen, maar bevatten wel diverse informatie.

### Freeform Game
In deze spelmodus is het doel een park te bouwen zonder bepaalde opdrachten te voltooien, zoals wel het geval is in de eerste spelmodus. Voordat de speler aan een park begint, kan hij kiezen tussen enkele soorten parken. Zo is er een zoo die geheel vlak is, maar er zijn er met heuvels. Als het park gekozen is, moet uiteindelijk nog het startbedrag ingesteld worden, dit kan oplopen tot $ 500.000.